# Ansichten oder ich weiß nicht, ob es akzeptiert wird…
Ansichten oder ich weiß nicht, ob es akzeptiert wird… ist ein Dokumentarfilm der Hochschule für Film und Fernsehen der DDR, Potsdam-Babelsberg von Dietmar Wolf aus dem Jahr 1979.

## Handlung
Im Dezember 1978 fährt das Filmteam mit dem Auto zur Staatlichen Ballettschule in die Erich-Weinert-Straße in Berlin-Prenzlauer Berg. Hier treffen sie auf eine Gruppe von Absolventinnen, die ein 7-jähriges Studium hinter sich haben. Es ist Prüfungszeit, während der die jungen Tänzerinnen vortanzen müssen, um nach vier Tagen zu erfahren, an welches Theater sie nach der bestandenen Prüfung gehen werden. Um nicht zu stören, wird das Vortanzen nicht von den Kameras begleitet. Jedoch können Gespräche mit der 17-jährigen Tänzerin Lony Nathan geführt werden, die sich noch auf ihre Prüfung vorbereitet. Wir erfahren von ihr, dass sie aus Berlin kommt und zwei Geschwister hat, die beide beim Theater arbeiten. Ihre Mutter, die jetzt als Dolmetscherin arbeitet, war in Spanien Flamenco-Tänzerin, ihr Vater war Chansonsänger.
Vor der Prüfungskommission muss sie eine Einschätzung über ihre ersten Jahre an der Ballettschule abgeben, die sie insgesamt als positiv betrachtet, wenn es auch nicht ohne Probleme ablief. Ihr Fazit ist, dass aus dem Hobby ein Beruf wurde, aus dem was Spaß machte, wurde Pflicht. Sie erzählt, dass sie manchmal an sich selbst zweifelte und auch in der Garderobe saß, um zu weinen, weil sie nicht mit ihren Problemen weiter wusste. Dann kam wieder ein Höhepunkt, dem allerdings auch meistens wieder ein Abfall folgte. Sie erklärt aber auch, dass der Tanz für sie wie ein guter Freund ist, zu dem man Vertrauen haben kann und der ihr auch schon oft geholfen hat. Auf die Frage, wie Lony zum Privatleben steht, erklärt sie, dass sie nicht die Meinung vieler Mitschülerinnen teilt, dass zuerst der Beruf und dann erst das Privatleben kommt. Sie liebt zwar den Beruf, jedoch spielt das Privatleben auch eine große Rolle.
Bei der Äußerung ihrer Wünsche für eine künftige Anstellung nennt sie zuerst das Erich-Weinert-Ensemble, dann den Friedrichstadt-Palast und das Metropol-Theater. Ein Theater außerhalb von Berlin kann sich Lony nicht vorstellen, da sie hier ihren Freund hat, mit dem sie ein gemeinsames Leben aufbauen möchte. Auch ihrer Mutter sowie den Geschwistern ist sie sehr verbunden. Falls ein Theater in Frage kommt, welches sehr weit weg ist, würde sie es sich überlegen eventuell in einem artähnlichen Beruf, wie einem Pantomimen-Ensemble, zu arbeiten. Die Prüfungskommission schlägt ihr dann Engagements in Schwerin oder Weimar vor, worauf Lony sehr emotional reagiert. Nach 20 Minuten Beratung der Kommission wird ihr dann doch eine Arbeit am Tanzensemble Berlin angeboten. Glücklich fährt Lony Nathan nach Brandenburg an der Havel, um ihrem Freund, der dort gerade bei der Armee ist, die freudige Nachricht zu überbringen.

## Produktion
Ansichten oder ich weiß nicht, ob es akzeptiert wird… wurde als Hauptprüfungsfilm im 3. Studienjahr für die Hochschule für Film und Fernsehen der DDR, Babelsberg als Schwarzweißfilm auf 16-mm-Material gedreht. Die Erstsendung im Fernsehen der DDR erfolgte im 1. Programm am 9. Februar 1980.
Die Dramaturgie und Beratung lag in den Händen von Angelika Mieth.